# Josef Adolph von Arx
Josef Adolph von Arx (ur. 10 lutego 1922 w Niederbuchsiten, zm. 13 kwietnia 1988) – szwajcarski mykolog.
Joseph Adolf von Arks urodził się w kantonie Solura w Szwajcarii. W 1942 r. ukończył szkołę w Niederbuchsiten i rozpoczął studia w Natur-wissenschaften  mit Schwergewicht w Zurychu. Studiował na wydziale nauk przyrodniczych. Po ukończeniu studiów na uczelni tej rozpoczął pracę jako asystent profesora Ernsta Goimana. Aby napisać rozprawę doktorską, zaczął badać workowce (Ascomycetes) z rodzaju Mycosphaerella. Przez pewien czas pracował z Franzem Petracem w Wiedeńskim Muzeum Historii Naturalnej. W 1948 r. uzyskał stopień doktora filozofii. W swojej rozprawie Arks opisał cykle życiowe wielu gatunków z rodzaju Mycosphaerella, a także zidentyfikował kilka nowych gatunków, m.in. Mycosphaerella tassiana. Od 1949 r. Arks pracował w Instytucie Fitopatologicznym w Barna w Holandii. W 1957 r. opublikował Revision der zu Gloeosporium gestellten Pilze, zmieniając systematykę rodzaju Gloeosporium i Colletotrichum. W 1963 roku został mianowany dyrektorem Centralnego Biura Holenderskich Upraw Grzybowych. W 1972 r. zaczął publikować w czasopiśmie  Studies in Mycology. Do 1985 r. był jego redaktorem naczelnym. Zmarł w 1988 r. po długiej chorobie.
Jest autorem ponad 100 publikacji. Opisał nowe taksony grzybów. W ich naukowych nazwach dodawane jest jego nazwisko Arx.